# Boulevard Castilhos França
O Boulevard Castilhos França (inicialmente chamada de Rua Nova do Imperador, posteriormente Bolevar da República) é um logradouro municipal, uma via pública de trânsito do tipo boulevard criada em 1848, situada no bairro da Campina (ou Comércio), pertencente ao Complexo do Ver-o-Peso, às margens da baía do Guajará, na cidade brasileira de Belém (estado do Pará). 
É uma das primeiras vias largas (do tipo Boulevard) da capital paraense. Inicialmente era uma área praiana na baía do Guajará e do igarapé do Piri. Pouco após 1848, ocorreu o aterromento, próximo ao Período da Borracha. Por volta de 1930, mudou-se a denominação para Bolevar Castilhos França, em homenagem ao Comandante da Armada Eurico de Castilhos França.

## História
É uma das primeiras vias largas da cidade de Belém do tipo Boulevard, projetada com preocupação paisagística com influência Art Nouveau, construído a partir do aterramento da área praiana da baia do Guajará, localizada próxima a alfândega comercial. Obras decorreram do enriquecimento de Belém durante o Período áureo da Borracha na Amazônia. O advento da Revolução Industrial Francesa (1760-1830) impulsionou a comercialização da borracha na segunda metade do século XIX.
Mudanças nas cidades afetadas pela Belle Époque, com intervenções urbanísticas que modernizaram suas feições, expressando os desejo da nova elite em se exibirem progressistas e ligadas no estilo europeu. A implantação de uma estética que devia romper com os padrões coloniais com urbanismo técnico, medidas higienizadoras, medidas de controle social, afastamento das classes pobres dos limites urbanos, construção de edifícios altos de sobrado de frente para o mar (de acordo com a determinação do governo municipal), iluminação elétrica, sistema de bondes elétricos, remodelação das praças, aterramento do igarapé do Piri - área praiana na orla do bairro do Comércio - dando origem ao Boulevard Castilhos França e o novo cais da cidade em 1901.

## Patrimônio histórico
O logradouro faz parte do complexo arquitetônico e paisagístico do Ver-o-Peso tombado pelo IPHAN, em 1977, que compreende uma área de 35 mil metros quadrados, com uma série de construções históricas, incluindo o Mercado da Carne, a Praça do Relógio, a Doca, a Feira do Açaí, a Ladeira do Castelo e o Solar da Beira, a Estação das Docas e a Praça do Pescador.